# Tanaostigmodes tambotis
Tanaostigmodes tambotis is een vliesvleugelig insect uit de familie Tanaostigmatidae. De wetenschappelijke naam is voor het eerst geldig gepubliceerd in 1995 door Prinsloo & LaSalle.